# Dreamland (DGM)
Dreamland è il terzo album del gruppo musicale italiano di genere progressive metal DGM, pubblicato nel 2001.
È stato registrato presso la Random Music House (Roma), mixato presso i Newcastle Studios, masterizzato presso i Legend Studios.

## Tracce

### Edizione standard
1. Dreamland – 6:59
2. Eternity – 7:09
3. Lost in Time – 7:03
4. The Rain Falls in the Desert – 5:17
5. Reason to Live – 5:33
6. Ego's Battle – 5:05
7. Lie – 7:20
8. Sweet Surrender – 7:01
9. Feeling Forever – 6:48

### Tracce bonus edizione giapponese
1. You Don't Remember (I'll Never Forget) (cover di Yngwie Malmsteen) – 4:20

## Formazione

### Gruppo
- Titta Tani – voce
- Diego Reali – chitarra, basso
- Maurizio Pariotti – tastiere
- Fabio Costantino – batteria

### Produzione
- Francesco di Marco – registrazione
- Claudio Simonetti – missaggio
- Mauro Matteucci – mastering
- Mattias Norén – artwork